# Villes lévitiques
Dans la Bible les villes lévitiques sont des agglomérations confiées aux descendants de Lévi. Dans le Livre des Nombres (35), Dieu ordonne à Moïse de donner aux descendants de Levi quarante-huit villes ainsi que les pâturages qui se trouvent aux alentours. Ces villes doivent être fournies par chaque tribu. Le chapitre 21 du Livre de Josué raconte l'attribution de ces villes par Josué et en dresse la liste. Une telle liste se trouve aussi dans les Livres des Chroniques 6. Hébron est mentionnée dans ces listes ainsi que les 5 autres villes de refuge; à savoir Sichem, Qadesh, Golan, Bétser (en) et Ramoth.
Historiens et archéologues s'accordent aujourd'hui sur la non historicité de ces listes.

## Répartition
Les quarante-huit villes lévitiques sont réparties de la manière suivante : 
- 13 villes sont attribuées aux Aaronites[2],[3],[4].
  - Sur la tribu de Juda et sur la tribu de Siméon : Hébron (ville de refuge), Libna, Yattir (en), Eshtemoa (en), Hôlon, Debir, Aïn (en), Youtta et Bet Shemesh[5],[6].
  - Sur la tribu de Benjamin : Gibeon, Guéba (en), Anathoth et Almôn[7],[4].
- 10 villes sont attribuées aux Qehathites[8],[9].
  - Sur la tribu d'Éphraïm : Sichem (ville de refuge), Gezer, Qibtsaïm (en) et Beït-Horon[10].
  - Sur la tribu de Dan : Elteqé (en), Guibbethôn (en), Ayalon (en) et Gath-Rimmôn (en)[11].
  - Sur la tribu de Manassé : Taanak et Yibléam[12].
- 13 villes sont attribuées aux Guershonites[13],[14].
  - Sur la tribu de Manassé : Golan (ville de refuge) et Béeshtera[15].
  - sur la tribu d'Issacar : Qishiôn, Daberath (en), Yarmouth (en) et En-Gannim (en)[16].
  - Sur la tribu d'Asher : Mishal, Abdôn (en), Helkath (en) et Rehob[17]. Pour Kenneth Anderson Kitchen, cette liste est fictive[18].
  - Sur la tribu de Nephthali : Qadesh (ville de refuge), Hammoth-Dor et Qartân[19].
- 12 villes sont attribuées aux Merarites[20],[21].
  - Sur la tribu de Zebulon : Yoqneam, Qarta (en), Dimnah et Nahalal[22].
  - Sur la tribu de Ruben : Bétser (en) (ville de refuge), Yahats, Qedémoth (en) et Méphaath[23].
  - Sur la tribu de Gad : Ramoth (ville de refuge), Mahanaïm (en), Heshbôn et Yazer (en)[24].

## Villes de refuge
Les six villes de refuge (en),, font partie des quarante-huit villes attribuées aux Lévites et sont indiquées dans le Livre de Josué : 
- Qadesh en Galilée dans la région montagneuse de la tribu de Nephthali[28],[19].
- Sichem dans la région montagneuse de la tribu d'Éphraïm[28],[29].
- Hébron dans la région montagneuse de la tribu de Juda[28],[30].
- Bétser (en) dans le désert sur le plateau dans la tribu de Ruben[31],[32] en Transjordanie.
- Ramoth en Galaad dans la tribu de Gad[31],[32],[33] en Transjordanie;
- Golan en Bashân dans la tribu de Manassé[31],[32],[15] en Transjordanie.